# Krok

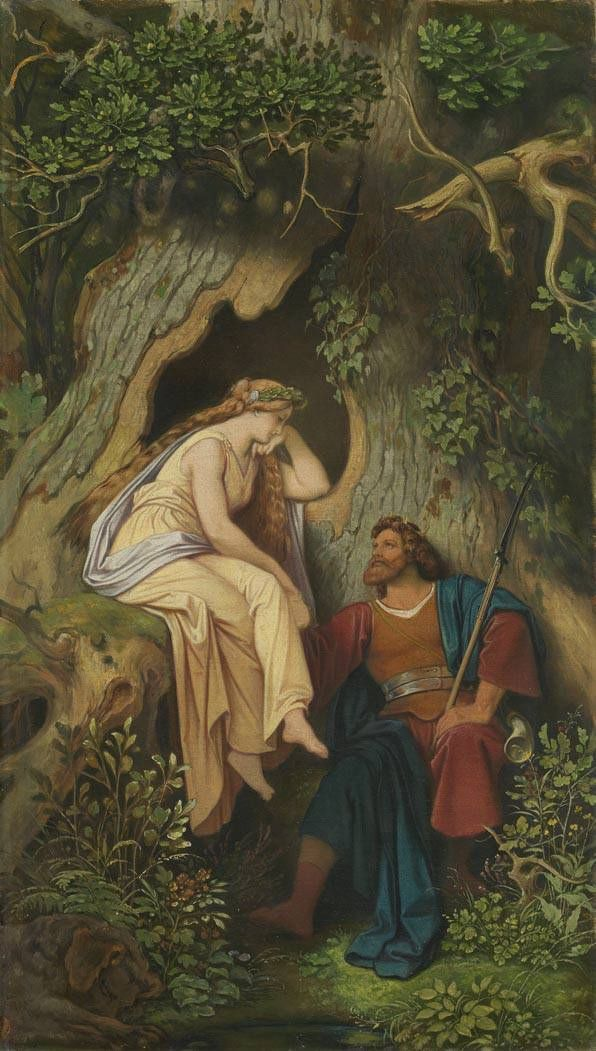
Moritz von Schwind: König Krokus und die Waldnymphe (um 1855)

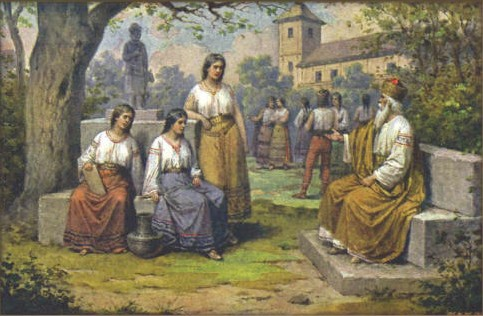
Josef Mathauser: Richter Krok und seine drei Töchter Kazi, Teta und Libuše

Krok (auch Croccus oder Krokus) ist eine Gestalt der böhmischen Mythologie. Die Erzählungen schildern ihn als einen weisen und reichen Mann, der als Richter im ganzen Land geachtet war. Er ist nach dem Urvater Čech der zweite Herrscher, den die Überlieferung kennt. Krok ist Vater von drei Töchtern, die seherische Fähigkeiten von ihrer Mutter, einer Waldnymphe, geerbt haben:
- Kazi, der Ärztin, die mit Heilkräutern verschiedene Krankheiten zu kurieren wusste,
- Teta, der Priesterin, welche einen heidnischen Kult im Land eingeführt hatte, und
- Libuše, der jüngsten Tochter, die als Wahrsagerin und Richterin die Nachfolge des Vaters antrat und zur Stammmutter der Přemysliden-Dynastie wurde.

Alle Töchter Kroks hatten ihre eigenen Sitze – die nach ihnen benannten Burgen Kazín, Tetín und Libušín, und auch mit der Figur Kroks sind mehrere Orte verbunden: Nach der älteren Überlieferung soll er eine Burg in der Gemeinde Zbečno im Okres Rakovník bewohnt haben, später wurde ihm die Gründung der Burgen Budeč im Okres Kladno und Vyšehrad in Prag zugeschrieben.
Krok wird zuerst in der Chronica Boemorum des Cosmas von Prag erwähnt. Auch der Chronik des Dalimil ist die Gestalt bekannt. Die Chronik des Václav Hájek z Libočan schließlich schmückte den Sagenstoff mit zahlreichen Details aus. Die moderne Rezeption ist besonders von der Ausgestaltung des Stoffes durch Alois Jirásek in der Sammlung „Alte böhmische Sagen“ (Staré pověsti české) von 1894 bestimmt. 
Krok war 1994 Namensgeber für den Asteroiden (3102) Krok.
Der tschechische Historiker František Palacký vermutete, dass Samo, der erste bekannte Herrscher eines Slawenreichs, Vorbild für die Figur des Krok war.